# Langenburg

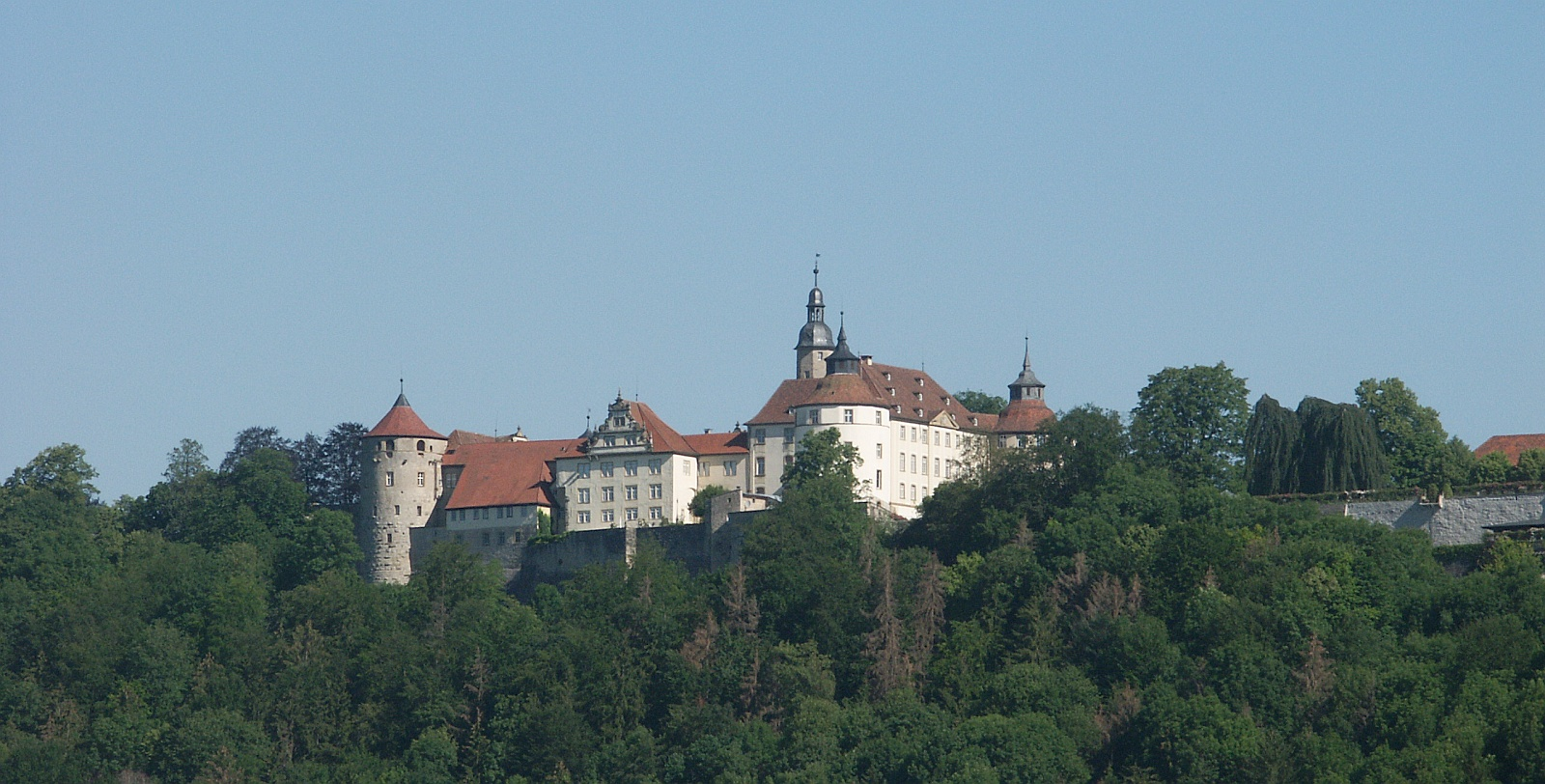
El castillo de Langenburg visto desde el valle del río Jagst.

Langenburg (pronunciación en alemán: /ˈlaŋənˌbʊʁk/ (escucharⓘ)) es una de las ciudades más pequeñas de Baden-Württemberg con 1833 habitantes (2006) y pertenece al Distrito de Schwäbisch Hall. Está situada cerca del río Jagst. Tiene un castillo que es sede de la familia de los Hohenlohe-Langenburg.

## Historia
La historia de Langenburg comienza con la construcción de un castillo en el peñasco occidental. Es probable que existiera un asentamiento prehistórico, pero no está comprobado. Langenburg aparece documentado por primera vez en 1226. Los Señores Libres de Langenburg, que entraron en la historia en 1201, estaban estrechamente relacionados con los Señores de Hohenlohe. Quizás incluso mantuvieran vínculos familiares. Tras la desaparición de los Langenburg, la familia Hohenlohe heredó las posesiones. Langenburg quedó así bajo el dominio de Hohenlohe y formó parte del Principado durante los siglos siguientes. Desde 1568, Langenburg fue la residencia del condado y, posteriormente, del principado de Hohenlohe-Langenburg.
En el siglo XVII, Langenburg fue escenario de juicios por brujería. Las últimas víctimas, Anna Schmieg y Barbara Schleicher, fueron ejecutadas en 1672.

## Monumentos
Langenburg cuenta con un museo de coches clásicos y el gran Castillo de Langenburg , residencia de la familia Hohenlohe-Langenburg. El actual propietario del castillo y la finca es el Príncipe Felipe de Hohenlohe-Langenburg.